# 金翅雀圣母
《金翅雀圣母》，或称《卡德利诺的圣母》，是意大利文艺复兴时期画家拉斐尔于约1505-1506年间绘制的一幅木板油画。该画现藏于乌菲兹美术馆，并在2008年完成了为期十年的修复工作。

## 画家简介
拉斐尔生于1483年并于1520年去世，年仅37岁，与达芬奇、米开朗基罗并称文艺复兴三杰，虽英年早逝却对后世产生了深远的影响。他十分高产且广泛活跃于建筑、印刷、绘画、素描等多个领域。在艺术生涯的前半阶段的“佛罗伦萨时期”，他在意大利北部的佛罗伦萨度过了大量时间并深受佛罗伦萨画派的影响，随后在1508年搬至罗马并继续艺术创作。拉斐尔收到的很大一部分委托都来自于梵蒂冈，包括其最知名的作品雅典学院。正因与教会的这种关系，他与米开朗基罗在职业生涯中互为激烈的竞争对手，并经常为同一份委托展开激烈的争夺。在佛罗伦萨时期，他绘制了多幅知名的圣母像，包括《金翅雀圣母》、《草地上的圣母》和《美丽的女园丁》。这三幅画作有着相同的特点：圣母穿着红蓝两色的衣服出现在大自然的背景中；圣婴、施洗约翰与圣母形成三角形构图；人物手持书籍、十字架、金翅雀或其它带有宗教色彩的物件。

## 画面描述
在这幅画中，拉斐尔将圣母、圣婴和施洗约翰三人排列为一个自然的三角形的几何构图，他在佛罗伦萨时期的大部分圣母像中都采用了这样的构图。圣母玛利亚年轻漂亮，身着标志性的红蓝两色，红色象征耶稣受难，而蓝色则指代教会。画面中的耶稣与约翰还都是婴儿，约翰手持金翅雀，耶稣正试图伸手触摸它。背景的自然环境也极具拉斐尔个人特点：细节丰富但依旧稳定地框定着画面中央的主要事件。
在画面的金翅雀象征耶稣被钉十字架。传说中，金翅雀在耶稣被钉十字架时从他头顶飞过并从他头戴的荆棘冠上取下一枚刺，于是翅膀上被耶稣的鲜血染上了红色斑点。圣母手中的书上可辨识出Sedes Sapientiae（“智慧的宝座”）字样。这一字样常伴随坐于宝座之上且怀抱耶稣的圣母出现，在这里它暗示着圣母坐的岩石是她在大自然中的宝座。

## 损坏与修复
这幅圣母像是拉斐尔送给朋友洛伦佐·纳西的结婚礼物。在1548年11月17日，纳西的住所被一次塌方所摧毁，这幅画碎成了七部分。虽然它立即被送去抢修，并被重新拼凑起来，但是碎片间的接缝仍可见。2002年，帕特里齐亚·里塔诺承担起画作的修复任务。在随后的六年里，她带领团队清除多年以来积聚的污垢，使画面重新恢复光亮，并修复了塌方与之后重新拼接造成的损坏。在开始修复之前，里塔塔的团队利用了X射线、CAT扫描、反射红外摄影和激光等技术对这幅作品展开了细致的研究。在修复过程中，团队去除了最初用来修补画作时添上去的颜料，并呈现出了拉斐尔的原画。修复工作于2008年完成。

## 另请参见
- 拉斐尔绘画列表